# Port lotniczy Livingstone
Port lotniczy Livingstone (IATA: LVI, ICAO: FLLI) – międzynarodowy port lotniczy położony w Livingstone, w Zambii.

## Linie lotnicze i połączenia
| Linia Lotnicza   | Kierunek                    |
| ---------------- | --------------------------- |
| Airlink          | 1. Johannesburg 2. Mbombela |
| CemAir           | 1. Johannesburg             |
| FlySafair        | 1. Johannesburg             |
| Kenya Airways    | 1. Kapsztad 2. Nairobi      |
| Proflight Zambia | 1. Lusaka                   |
| Zambia Airways   | 1. Johannesburg 2. Lusaka   |